# Бергхайм (Верхняя Бавария)
Бергхайм (нем. Bergheim) — община в Германии, в земле Бавария.
Подчиняется административному округу Верхняя Бавария. Входит в состав района Нойбург-Шробенхаузен. Население составляет 1820 человек (на 31 декабря 2010 года). Занимает площадь 28,95 км².
Коммуна подразделяется на 3 сельских округа.